# العلاقات الجزائرية الهايتية
العلاقات الجزائرية الهايتية هي العلاقات الثنائية التي تجمع بين الجزائر وهايتي.

## مقارنة بين البلدين
هذه مقارنة عامة ومرجعية للدولتين:
| وجه المقارنة                                              | الجزائر                      | هايتي                                |
| --------------------------------------------------------- | ---------------------------- | ------------------------------------ |
| المساحة (كم2)                                             | 2.38 مليون                   | 27.75 ألف                            |
| عدد السكان (نسمة)                                         | 38.81 مليون                  | 10.98 مليون                          |
| الكثافة السكانية (ن./كم²)                                 | 16.31                        | 395.68                               |
| العاصمة                                                   | الجزائر                      | بورت أو برانس                        |
| اللغة الرسمية                                             | اللغة العربية، لغات أمازيغية | لغة فرنسية، اللغة الكريولية الهايتية |
| العملة                                                    | دينار جزائري                 | جوردة هايتية                         |
| الناتج المحلي الإجمالي (بليون دولار)                      | 170.37 مليار                 | 8.41 مليار                           |
| الناتج المحلي الإجمالي (تعادل القوة الشرائية) بليون دولار | 582.63 مليار                 | 18.82 مليار                          |
| الناتج المحلي الإجمالي الاسمي للفرد دولار أمريكي          | 4.21 ألف                     | 818                                  |
| الناتج المحلي الإجمالي للفرد دولار أمريكي                 | 14.19 ألف                    | 1.73 ألف                             |
| مؤشر التنمية البشرية                                      | 0.745                        | 0.483                                |
| رمز المكالمات الدولي                                      | +213                         | +509                                 |
| رمز الإنترنت                                              | .dz                          | .ht                                  |
| المنطقة الزمنية                                           | ت ع م+01:00                  | 00                                   |

## منظمات دولية مشتركة
يشترك البلدان في عضوية مجموعة من المنظمات الدولية، منها:
| علم المنظمة | اسم المنظمة                               | تاريخ انضمام الجزائر | تاريخ انضمام هايتي |
| ----------- | ----------------------------------------- | -------------------- | ------------------ |
|             | مؤسسة التنمية الدولية                     | 26 سبتمبر 1963       | 13 يونيو 1961      |
|             | يونسكو                                    | 15 أكتوبر 1962       | 18 نوفمبر 1946     |
|             | وكالة ضمان الاستثمار متعدد الأطراف        | 4 يونيو 1996         | 11 ديسمبر 1996     |
|             | الأمم المتحدة                             | 8 أكتوبر 1962        | 24 أكتوبر 1945     |
|             | الاتحاد البريدي العالمي                   | ?                    | ?                  |
|             | البنك الدولي للإنشاء والتعمير             | 26 سبتمبر 1963       | 8 سبتمبر 1953      |
|             | الاتحاد الدولي للاتصالات                  | 3 مايو 1963          | 10 أكتوبر 1927     |
|             | منظمة حظر الأسلحة الكيميائية              | ?                    | ?                  |
|             | مؤسسة التمويل الدولية                     | 23 سبتمبر 1990       | 20 يوليو 1956      |
|             | المركز الدولي لتسوية المنازعات الاستشارية | 22 مارس 1996         | 26 نوفمبر 2009     |
|             | منظمة التجارة العالمية                    | ?                    | ?                  |
|             | منظمة الشرطة الجنائية الدولية             | ?                    | ?                  |

## وصلات خارجية
- موقع وزارة الخارجية الجزائرية
- موقع وزارة الخارجية الهايتية